# أيمن صادق
أيمن محمد صادق (13 يناير 1964) هو شاعر مصري.

## حياته
أيمن محمد الصادق ولد في مدينة الإسكندرية 13 يناير سنة 1964 بمصر، حاصل على دبلوم المدارس الثانوية الصناعية قسم الإلكترونيات سنة 1981.

## مسيرته[3]
- عضو اتحاد كتاب مصر.
- منسقا فنياً بشركة الإسكندرية الوطنية للحديد والصلب.
- عضو رابطة الأدب الإسلامي العالمية.
- عضو هيئة الفنون والآداب والعلوم الاجتماعية.
- عضو منتدى الشعر العربي.
- نشرت قصائده معظم الصحف والمجلات المصرية والعربية.

## سيرته
كتب عنه في عدد من المعاجم منها:
- معجم البابطين
- شعراء الإسكندرية المعاصرون عن المجلس الثقافي البريطاني
- ملتقى الشعراء العرب
- قرنفلة لسيدة البحار
- شعراء من الإسكندرية
- دليل اتحاد كتاب مصر
- معجم أدباء الأقاليم
- مختارات من الشعر العربي في القرن العشرين

قدم دراسات عنه كل من:
- محمد زكي العشماوي
- محمد عزيز نظمي
- محمد زكريا عناني
- كمال نشأت
- عبد اللطيف عبد الحليم
- السعيد الورقي
- فوزي خضر
- الشاعر أحمد سويلم
- يوسف حسن نوفل
- محمود عبد الصمد زكريا
- الطاهر أحمد مكي

## مؤلفاته[5]
- سمريات، شعر، منتدى الشعر العربي، 1996
- سمر وحلم النوارس، شعر، هيئة الفنون والآداب، 1996
- الموت على قارعة النشيد، شعر، دار نشر الثقافة، 2001
- جمع وتحقيق الأعمال الكاملة للشاعر عبد المنعم الأنصاري، دار الوفاء، 2006
- الأعمال الكامل للشاعر عبد المنعم الأنصاري، جمع وتحقيق ودراسة طبعة ثانية دار الوفاء 2018
- سِفْر الأرق، شعر الهيئة المصرية العامة للكتاب 2013
- من نشيد الأنشاد الذي إلى سمر (سـِفْر أول)، شعر، مؤسسة حورس الدولية، 2010، ترجمه إلى الإنجليزية د أحمد جاد
- من نشيد الأنشاد الذي إلى سمر (سِفْر ثان) شعر، الهيئة المصرية العامة للكتاب 2011
- من نشيد الأنشاد الذي إلى سمر (سِفْر ثالث - سِفر الحرمان)شعر، دار الوفاء لدنيا الطباعة والنشر 2019
- من نشيد الأنشاد الذي إلى سمر (سِفْر رابع - سِفْر الحرية)شعر،الهيئة المصرية العامة للكتاب 2020
- أرق النورس السرمدي شعر
- فتنتي الكبرى. شعر
- التفكير اللغوي عند ابن حزم، دراسات